# Piaski (powiat wołomiński)
Piaski – wieś w Polsce położona w województwie mazowieckim, w powiecie wołomińskim, w gminie Strachówka. Ma status sołectwa.
Prywatna wieś szlachecka położona była w drugiej połowie XVI wieku w powiecie kamienieckim ziemi nurskiej województwa mazowieckiego. W latach 1975–1998 miejscowość należała administracyjnie do województwa siedleckiego.